# Gino Gibelli
Gino Michelangelo Nicolò Enrico Gibelli (Genova, 28 agosto 1882 – Genova, 9 giugno 1951) è stato un calciatore italiano, di ruolo centrocampista.

## Carriera
Visse la sua intera carriera calcistica tra le file del Genoa, giocandovi dal 1905 al 1908.
Con la seconda squadra del Genoa giocò nella Seconda Categoria 1905, giocando il 26 febbraio nella rotonda vittoria per 4 a 0 contro l'Andrea Doria II che permise la vittoria nelle eliminatorie liguri.
Esordì nella prima squadra rossoblu il 12 marzo 1905, nel pareggio casalingo per uno ad uno contro la Juventus, ottenendo nella stagione 1905 il secondo posto del Girone Finale.
Concluse la propria carriera agonistica nella stagione 1908, in cui disputò solo incontri di Palla Dapples e della Coppa Goetzlof.
Alcune fonti lo riportano con il cognome Gibezzi.